# Lohbruck
Lohbruck ist ein Gemeindeteil des Marktes Wurmannsquick im niederbayerischen Landkreis Rottal-Inn.
Am 1. Mai 1978 wurde die Gemeinde Lohbruck im Zuge der Gebietsreform in Bayern aufgelöst: Das Dorf Lohbruck kam mit weiteren Gemeindeteilen nach Wurmannsquick, die übrigen Gemeindeteile wurden nach Hebertsfelden und Eggenfelden eingegliedert.